# Kadua acuminata
Kadua acuminata ist eine Pflanzenart aus der Gattung Kadua in der Familie der Rötegewächse (Rubiaceae). Sie kommt endemisch auf Hawaii vor.

## Beschreibung

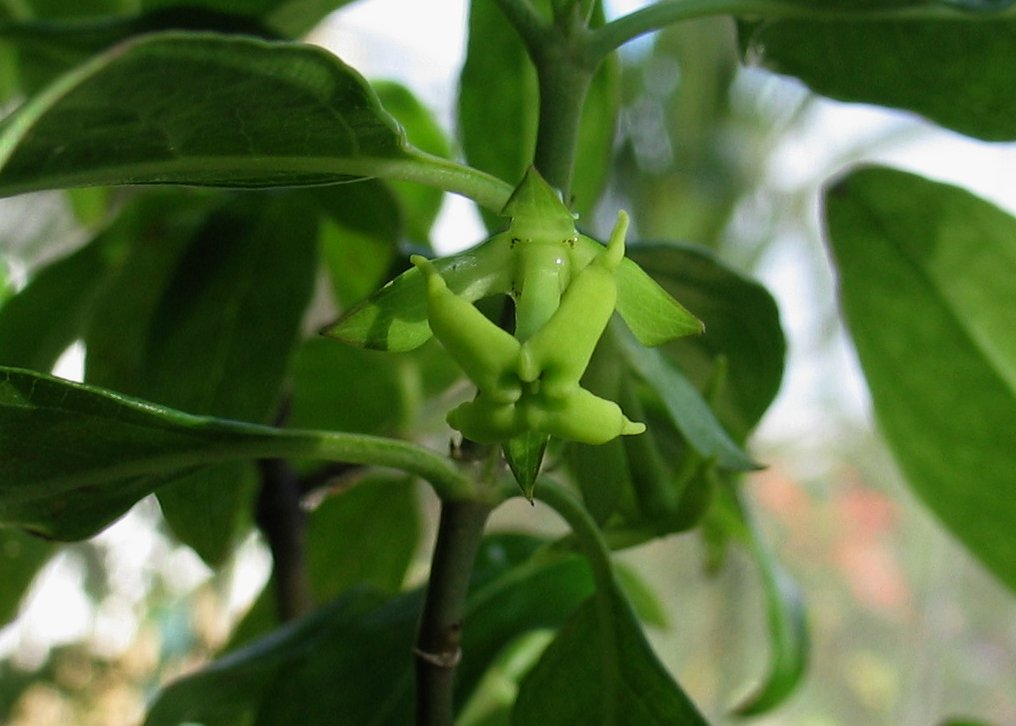
Einzelblüte von Kadua acuminata

### Vegetative Merkmale
Kadua acuminata wächst als Strauch oder Halbstrauch. Die kletternden oder gebogenen Triebe werden 2 bis 4 Meter lang, haben einen zylindrischen bis quadratischen Querschnitt und sind gelegentlich leicht geflügelt. Die 0,1 bis 1 Meter langen Zweige sind unbehaart. Die Pflanzenteile verströmen einen unangenehmen Geruch, wenn sie verletzt werden.
Die gegenständig an den Zweigen angeordneten Laubblätter sind in einen Blattstiel und eine Blattspreite gegliedert. Der kahle oder fein behaarte Blattstiel ist 0,4 bis 4,5 Zentimeter lang. Die einfache, papierartige bis leicht ledrige Blattspreite ist bei einer Länge von 5 bis 18 Zentimetern sowie einer Breite von 1,6 bis 8 Zentimetern von lanzettlich über eiförmig und elliptisch bis elliptisch-eiförmig, gelegentlich auch elliptisch-verkehrt-eiförmig. Die Unterseite der Blattspreite ist kahl oder vor allem entlang der Blattadern fein behaart. Die Spreitenbasis läuft abgerundet bis keilförmig zu und die Spreitenspitze ist zugespitzt bis länglich zugespitzt, seltener auch geschwänzt. Von jeder Seite der Blattmittelader zweigen mehrere unauffällige bis auffällige Seitenadern ab.
Die kahlen oder seltener spärlich behaarten Nebenblätter ähneln den Laubblättern, sind mit der Basis des Blattstieles verwachsen und bilden dadurch eine Blattscheide mit einer zugespitzten Spitze. Die breit-dreieckige Blattscheide ist 1,5 bis 9 Millimeter lang.

### Generative Merkmale
Die reduzierten, zymösen Blütenstände sind achselständig. Der Blütenstandsstiel ist 0,1 bis 1,7 Zentimeter lang und ist an der Basis oder auf seiner gesamten Länge mit der Sprossachse verwachsen. Die Blütenstände enthalten meist eine, seltener bis zu sieben Einzelblüten. Die Blüten stehen an, im Querschnitt quadratischen Blütenstielen, welche 0,5 bis 3,5 Zentimeter lang sind.
Die vierzähligen Blüten sind radiärsymmetrisch. Der kreiselförmige Blütenbecher wird 1,5 bis 4 Millimeter und hat einen mehr oder weniger quadratischen Querschnitt. Die Kelchblätter sind miteinander zu einer Kelchröhre verwachsen. Die Kelchlappen sind bei einer Länge von 0,5 bis 1,5 Zentimetern und einer Breite von 0,15 bis 1 Zentimetern annähernd lanzettlich bis annähernd eiförmig, gelegentlich auch breit eiförmig geformt. Die nicht oder nur leicht fleischigen, gelblich grünen, seltener auch grünen bis grünlich weißen Kronblätter sind stieltellerförmig miteinander verwachsen. Die Kronröhre erreicht eine Länge von 0,7 bis 1,8 Zentimeter und ist meist unbehaart. Die vier, meist zurückgebogenen Kronlappen erreichen Längen von 0,4 bis 1,1 Zentimetern und haben an der Spitze ein schmales Anhängsel. Die Staubblätter sind im oberen Teil der Kronröhre inseriert. Der meist behaarte, selten kahle Griffel ist tief zweifach gelappt.
Die holzigen Kapselfrüchte sind bei einer Länge von 0,6 bis 1,2 Zentimeter und einer Dicke von 0,5 bis 1 Zentimeter breit kreisel- bis kugelig-kreiselförmig geformt und können einen Flügel aufweisen. Die Spitze der Kapselfrüchte unterteilt sich in mehrere Segmente. Jede der Früchte enthält mehrere rötliche Samen. Sie sind keilförmig geformt und die Samenschale weist eine feine netzartige Struktur auf.

## Verbreitung
Das natürliche Verbreitungsgebiet von Kadua acuminata liegt auf einigen zu Hawaii gehörenden Inseln. Kadua acuminata ist ein Endemit, der auf den Inseln Hawaiʻi, Kauaʻi, Lānaʻi, Maui Molokaʻi und Oʻahu vorkommt.
Kadua acuminata gedeiht in Höhenlagen von 295 bis 2625 Metern. Die Art wächst dort in mäßig feuchten bis feuchten Wäldern.

## Taxonomie
Die Erstbeschreibung als Kadua acuminata erfolgte 1829 durch Adelbert von Chamisso und Diederich Franz Leonhard von Schlechtendal in Linnaea. Das Artepitheton acuminata bedeutet so viel wie mit langer Spitze oder zugespitzt und verweist auf die länglichen, zugespitzten Laubblätter der Art.
Kadua acuminata scheint nahe mit Kadua fluviatilis verwandt zu sein und bildet mit dieser Art Hybride.